# Giuseppe Michielli
Giuseppe Michielli (* 23. Mai 1985 in Gemona del Friuli) ist ein italienischer Nordischer Kombinierer.

## Werdegang
Michielli ist Mitglied der Polizeisportgruppe Fiamme Oro der italienischen Polizia di Stato, seit 2000 im Nationalkader des italienischen Wintersportverbandes FISI und Mitglied der italienischen Weltcup-Gruppe.
Im B-Weltcup der Nordischen Kombination ist er seit Dezember 2001 am Start und konnte bisher ein Rennen gewinnen (Sprint in Eisenerz am 9. März 2008). Sein Debüt im Weltcup der Nordischen Kombination gab er am 11. Februar 2005, sein bestes Ergebnis in einem Einzelbewerb ist bisher der 11. Rang im Gundersen-Bewerb von Seefeld in Tirol am 31. Januar 2010.
Bei der Weltmeisterschaft 2005 in Oberstdorf erreichte Michielli im Sprint den 30. und im Gundersen-Bewerb den 26. Rang. Gute Erfolge hatte er bei den Olympischen Winterspielen 2006 in Turin, wo er jeweils als bester Italiener im Gundersen-Bewerb den 14. und im Sprint den 16. Platz belegte.

## Sportliche Erfolge

### Olympische Winterspiele
- 2006 Turin: Gundersen 14., Sprint 16., Team DNF
- 2010 Vancouver: Normalschanze 33., Großschanze 23., Team 10.

### Weitere Erfolge
- 3-facher italienischer Meister (Sprint: 2006, 2007; Gundersen: 2007)